# S.E.R Styllus
Sociedade Esportiva Recreativa Styllus é uma escola de samba da cidade de Esteio, Rio Grande do Sul. Foi fundada em 7 de abril de 2005, mesclando trabalho social com esporte, cultura e lazer. Em 2019 ingressa no carnaval da cidade como bloco carnavalesco obtendo o 2º lugar da categoria com uma homenagem ao atleta paralímpico Jovane Guissone. No ano de 2020 a entidade vira escola de samba e passa a concorrer nesta categoria a partir de então.

## Segmentos

### Presidente
| Nome                | Mandato    | Ref. |
| ------------------- | ---------- | ---- |
| Amarilza de Azevedo | 2019-Atual |      |

### Casal de Mestre-sala e Porta-bandeira
| Ano  | Nome                         | Ref. |
| ---- | ---------------------------- | ---- |
| 2020 | João Manuel e Tamires Santos |      |

### Intérpretes
| Ano  | Nome                          | Ref. |
| ---- | ----------------------------- | ---- |
| 2020 | Ed Sensação e Everton Goulart |      |

## Carnavais
| 2020                       | 4º Lugar | Único - Esteio | Educar, educação... respeite a inclusão. A resposta está nas crianças, venha ser Styllus | [ 4 ] [ 5 ] |
| Desfile cancelado em 2021. |          |                |                                                                                          |             |